# Kärleksträdgården
Kärleksträdgården är en sen oljemålning av den flamländske barockkonstnären Peter Paul Rubens. Den målades omkring 1630–1635 och ingår i Pradomuseets samlingar i Madrid.  
Omkring 1630 ändrade Rubens stil från kraftfull dramatik till en lyrisk skönhet inspirerad av Tizian, vilken Rubens återupptäckte under ett besök i Madrid 1628–1629. Kärleksträdgården är likt Tizians Backanal på Andros och Offer till Venus, båda kopierades av Rubens (kopiorna finns på Nationalmuseum), en glödande hyllning till livets fröjder. Till skillnad från Tizian, som skildrade en svunnen guldålder, avbildade Rubens personer från sin samtid. För att förstå konstnärens avsikter måste vi veta att kärleksträdgården är ett ämne som tillhört det nordliga måleriets repertoar sedan den tid då den internationella gotikens höviska stil härskade. Genom att sammansmälta denna tradition med Tizians klassiska mytologi skapade Rubens ett förtrollat rike där verklighet och myt sammanfogats. 
Bilden innehåller flera klassiska mytologiska referenser. I portiken i bakgrunden syns en staty som visar de tre gracerna. De var behagens gudinnor och tjänande Venus som avbildas som staty sittandes på en fisk. Från Venus bröst sprutar vatten och till höger om henne avbildas en påfågel som symboliserar Juno och moderskap. Putton som flyger i bildens mitt är Hymen, bröllopets gud, som identifieras med sina attribut facklan och blomsterkransen. Som modell till kvinnan i blå klänning anses Hélène Fourment ha stått. Hon var Rubens andra hustru och sedan 1630 gift med konstnären. 
Rubens hade uppnått enorma framgångar och han var sedan flera år en förmögen man. År 1635 förvärvade han lantegendomen Het Steen(en) i Elewijt. Mer och mer började han måla för sitt eget nöjes skull, till exempel i Höstlandskap med utsikt över Het Steen en tidig morgon (cirka 1636), vars lyriska landskap kännetecknar hans sena stil som förebådade rokokons fête galante.